# Teopisca (kommun)
Teopisca är en kommun i Mexiko.   Den ligger i delstaten Chiapas, i den sydöstra delen av landet, 800 km öster om huvudstaden Mexico City. Antalet invånare är 32 368. Arean är 174 kvadratkilometer.
Terrängen i Teopisca är kuperad åt sydost, men åt nordväst är den bergig.
Följande samhällen finns i Teopisca:
- Teopisca
- Betania
- Vistahermosa
- Dolores
- Jardín del Nuevo Edén
- Nuevo Zinacantán
- Galilea
- Dos Lagunas
- Chijiltec
- El Porvenir
- Belén Nuevo San Gerón
- Jerusalén
- Benito Juárez
- Nuevo Belem
- Yashlumilja
- Sinaí
- Los Llanitos
- Guadalupe
- El Vergel
- Vida Nueva
- San José Shatic
- Damasco
- San Isidro Chichihuistán
- Belén Lluvia de Gracia
- San Francisco
- Nazareth
- El Nuevo Paraíso
- Agua Escondida
- Tierra Colorada
- El Santuario
- Monte Libano
- Río Jordán
- Nuevo San Juan
- San Antonio Cipresal
- San Antonio Bellavista
- Nuevo Amatenango
- San Antonio Sibacaj
- Lindavista
- San Marcos
- Nueva Palestina
- Amo
- Santa Rosalía